# Ривертон (Илиноис)
Ривертон (енгл. Riverton) град је у америчкој савезној држави Илиноис.

## Демографија
По попису из 2010. године број становника је 3.455, што је 407 (13,4%) становника више него 2000. године.
| Група             | 2000.         | 2010.         |
| Белци             | 2.996 (98,3%) | 3.323 (96,2%) |
| Афроамериканци    | 3 (0,1%)      | 19 (0,5%)     |
| Азијати           | 3 (0,1%)      | 12 (0,3%)     |
| Хиспаноамериканци | 28 (0,9%)     | 46 (1,3%)     |
| Укупно            | 3.048         | 3.455         |